# 荛花香茶菜
荛花香茶菜（学名：Isodon wikstroemioides）为唇形科香茶菜属下的一个种。